# Denis Serre

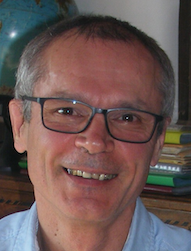
Denis Serre, 2017

Denis Serre (* 1. November 1954 in Nancy) ist ein französischer Mathematiker, der sich mit Partiellen Differentialgleichungen beschäftigt.
Serre, der Neffe von Jean-Pierre Serre, studierte 1974 bis 1978 an der École normale supérieure und wurde 1978 (Doctorat de Troisieme Cycle) (Sur une equation quasilineaire elliptique d ordre 2) beziehungsweise 1982 (Doctorat des Sciences) an der Universität Paris-Süd in Orsay bei Roger Temam promoviert. Dabei war er ab 1978 Attaché de Recherche des CNRS und 1982/83 Chargé de Recherche. Ab 1983 war er Professor an der Universität Saint-Étienne und ab 1987 an der École normale supérieure de Lyon. 1992 bis 1997 war er Junior Mitglied des Institut Universitaire de France. Er ist Fellow der American Mathematical Society.
Serre befasst sich insbesondere mit partiellen Differentialgleichungen der Hydrodynamik und Erhaltungssätzen.
Er ist Mitherausgeber der Grundlehren der mathematischen Wissenschaften.

## Schriften
- als Herausgeber mit Susan Friedlander: Handbook of Mathematical Fluid Dynamics. 4 Bände. Elsevier North Holland, Amsterdam u. a. 2002–2007.
- Matrices. Theory and applications (= Graduate Texts in Mathematics. 216). Springer, New York u. a. 2002, ISBN 0-387-95460-0.
- Systems of conservation laws: a challenge for the XXIst century. In: Björn Engquist, Wilfried Schmid (Hrsg.): Mathematics unlimited – 2001 and beyond. Springer, Berlin u. a.  2001, ISBN 3-540-66913-2, S. 1061–1080, doi:10.1007/978-3-642-56478-9_54.